# Tepidimonas
Tepidimonas es un género de bacterias gramnegativas de la familia Comamonadaceae. Fue descrito en el año 2000. Su etimología hace referencia a unidad caliente. Son bacterias aerobias y móviles por flagelo polar. Son ligeramente termófilas, con temperaturas óptimas de crecimiento alrededor de 50 °C. Todas las especies se han aislado de fuentes termales. 

## Taxonomía
Actualmente este género contiene 8 especies:
- Tepidimonas alkaliphilus
- Tepidimonas aquatica
- Tepidimonas charontis
- Tepidimonas fonticaldi
- Tepidimonas ignava
- Tepidimonas sediminis
- Tepidimonas taiwanensis
- Tepidimonas thermarum